# Домініканська Республіка
Домініка́нська Респу́бліка (ісп. República Dominicana pronounced: [reˈpuβlika ðominiˈkana] ( прослухати)) — країна карибського басейну, що займає дві третини острова Гаїті, на схід від держави Республіка Гаїті. Острів розташований західніше від Пуерто-Рико та на схід від Куби і Ямайки. Країна має більш як 500 років європейської історичної спадщини в Західній півкулі. Саме тут вперше оселилися європейські колонізатори Америки, та були збудовані перші в Західній півкулі університет, дорога і фортеця. Першим збудованим іспанцями в Америці містом став Санто-Домінго — сучасна столиця Домініканської республіки.

## Географія
Домініканська Республіка разом з  розташованою західніше Республікою Гаїті знаходиться на острові Гаїті, що між Карибським морем та Атлантичним океаном. Географічні координати 19 00 N, 70 40 W. На півночі острів омивається Атлантичним океаном, на сході — протокою Мона, що відокремлює його від Пуерто-Рико, на півдні — Карибським морем. Домініканці здебільшого зберігають іспанські традиції і мають змішане африканське і європейське походження, в той час як гаїтяни зберігають французькі традиції і є переважно африканського походження. Домініканська Республіка займає площу в 48,4 тис. км². Населення 8260 тис. чоловік (1999).
Острів має нерівний, гірський рельєф. Хребти з гострими гребенями орієнтовані у різних напрямах і розчленовані глибокими долинами і замкнутими улоговинами. Найвищі гори, Кордильєра-Сентраль (також гори Сибао), починаються на узбережжі Карибського моря на захід від Санто-Домінго і тягнуться в північно-західному напрямку, підвищуючись в середньому до 2400—2750 м над рівнем моря. У центральній частині хребта знаходиться найвища точка країни — гора Дуарте (3098 м). На північ від цих гір знаходиться вузька долина Сибао, витягнута на 240 км від межі з Гаїті до затоки Саману. З півночі цю долину відокремлює від передатлантичних прибережних низовин Кордильєра-Септентріональ — вузький невисокий хребет (до 1220 м) з крутими схилами. Майже половина населення країни проживає на родючих землях долини Сибао, особливо в районі Вега-Реаль на схід від Сантьяго, а також у підніжжі гір, в долинах і на північному узбережжі.
У східній частині острова лежить велике вапнякове плато, яке дещо знижується на південь у напрямку узбережжя Карибського моря. Тут знаходяться найбільша рівнина країни і столиця — місто Санто-Домінго. Рівнина відокремлена від північно-східного узбережжя низькими залісненими горами Кордильєра-Орієнталь, створених з вапняків. На родючих карбонатних ґрунтах цієї рівнини розташовані плантації цукрової тростини.

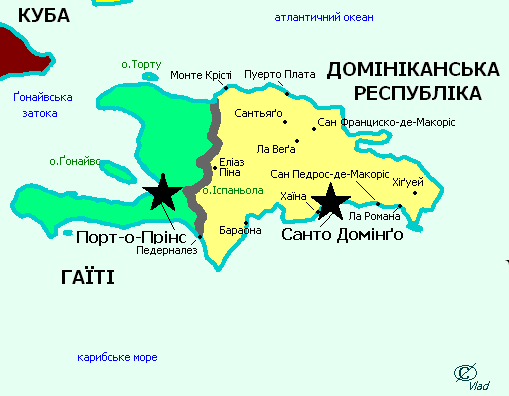
Мапа країни.

Дві інші великі низовини Домініканської Республіки розташовані на південному заході, поблизу кордону з Гаїті. Між південними схилами Кордильєри-Сентраль і нижчою Сьєррою-де-Нейба знаходиться долина річки Сан-Хуан, де мешкає близько 10 % населення. Тут розводять велику рогату худобу, вирощують рис, бобові культури і шоколадне дерево. На південь від Сьєрри-де-Нейба тягнеться знаменита западина Кюль-де-Сак, на місці якої в недавньому минулому була морська затока. Частина цієї западини досі лежить нижче рівня моря, зокрема велике солоне озеро Енрикільйо з відміткою урізання 44 м нижче р. м. У цьому районі в поселеннях, спеціально створених урядом для контролю за навколишньою територією поблизу кордону з Гаїті, проживає менш ніж 10 % населення країни.
Острів має тропічний клімат, існує дуже невелика різниця у температурі у різні сезони, суха зима і вологе літо. Опади трапляються переважно в кінці літа, збігаючись із сезоном ураганів. Середні місячні температури до висоти 1000 м над р.м. становлять 24-29 °C, а середня річна кількість опадів 1000—1500 мм. Схили гір, відкриті пануючим північно-східним вітрам, отримують понад 2000 мм опадів. Тут вологі тропічні ліси з червоного і кампешевого дерев з підвищенням ґрунту переходять в хвойні ліси. На сухіших південних схилах рослинність ближче по складу до змішаного листяного лісу. Долина Сибао отримує 1500 мм опадів в рік. Вважається, що вологі савани і густі ліси по берегах річок є залишками корінної рослинності. Сухіший клімат на південному узбережжі: Санто-Домінго отримує 1450 мм опадів в рік — це досить лише для зростання чагарників. У западині Кюль-де-Сак кількість опадів на рік не перевищує 1300 мм. В умовах семіарідного клімату поширені чагарники колючих чагарників і гігантських кактусів.

## Історія

### Доколумбова доба

Христофор Колумб

Приблизно за 5000 років до відкриття Америки Христофором Колумбом індіанські племена населяли територію острова Гаїті (Еспаньйола), де зараз розташована Домініканська Республіка. Науковці знайшли докази того, що існувало декілька хвиль міграції індіанських племен переважно з двох напрямків: з півострова Юкатан (сучасна Мексика) і з регіону Амазонії у Південній Америці. Ці хвилі мігрантів призвели до утворення нового, специфічного для островів етносу — індіанців таїно. Саме вони зустріли Христофора Колумба під час його першої подорожі в Америку, і саме їх він вважав мешканцями Індії, до якої Христофор прагнув потрапити.

### Колоніальна доба
На Різдво 1492 р. під час повернення зі своєї першої подорожі флагман флоту Колумба корабель Санта Марія наскочив на риф і потонув. Хоча команді вдалося врятуватися, Колумб мусив створити перше поселення на острові для моряків, які вижили. Поселення було назване Навідад і тут залишилося 39 членів екіпажу. Невдовзі після відплиття Колумба матроси пересварилися один з одним і їм навіть вдалося образити індіанців, викравши деяких з їхніх жінок. У відповідь індіанці напали на поселення, вбили всіх його мешканців і спалили його.
Друге постійне поселення іспанців на острові називалося Ізабелла, засноване у 1493 р. Неподалік від поселення знаходилися поклади золота, видобутком якого й зайнялися іспанці. На відміну від першого поселення, цього разу іспанці були добре підготовлені, мали зброю, коней і собак. Досить швидко їм вдалося підкорити індіанців таїно і примусити їх працювати на золотоносному руднику. Від такого знущання, а також від хвороб, проти яких вони не мали імунітету, кількість таїно почала різко зменшуватись.
Брат Колумба, Бартоломей був призначений губернатором острова. Після відкриття інших покладів золота на півдні острова він заснував у 1496 р. м. Санто-Домінго. Внаслідок наклепу на Христофора і його брата, їх обох було відкликано з Еспаньйоли і направлено нового губернатора на острів. Новий губернатор, Ніколас Овандо вжив дуже жорстоких і рішучих заходів проти індіанців: більшість вождів були підступно вбиті, решта індіанців потрапили в рабство, де їх використовували для тяжкої праці. Голод, невідомі індіанцям хвороби, висока смертність і жорстока експлуатація таїнос призвела до того, що вони масово залишали свої поселення і тікали в інші незаселені регіони острова і навіть до інших островів. Через 25 років після прибуття іспанців з декількох мільйонів таїнос залишалося менш ніж 50 000 чоловік. Через покоління і ці індіанці змішалися з білими поселенцями і чорношкірими рабами і зникли як окремий етнос.
Після того, як вичерпалися поклади золота на острові і після захоплення Кортесом Мексики, увага іспанців до Еспаньйоли чи Санто-Домінго, як острів почали називати, значно зменшилася. Тут залишилося усього декілька тисяч іспанців і нащадків змішаних шлюбів іспанців і індіаців, які займалися розведенням худоби і обслуговуванням іспанських кораблів, які прямували до інших регіонів Америки. На острові Тортуґа біля узбережжя Гаїті в цей час оселилис пірати Карибського моря — переважно англійці, які займалися грабуванням іспанських кораблів. У змаганні за території в Карибському морі французи почали підтримувати піратів і заохочувати їх оселитися на острові. Поселившися на північно-західному узбережжі острова пірати за підтримки Франції заснували власну колонію у 1697 р. Завдяки плантаціям цукрової тростини економіка колонії бурхливо розвивалася.

### Здобуття незалежності
Для роботи на численних плантаціях цукрової тростини французи активно почали завозити на острів чорношкірих рабів з Африки. Під впливом подій у Франції і Великої французької революції і через жорстоку експлуатацію у 1791 році темношкірі раби острова повстали під проводом Туссена Лювертюра і захопили цілий острів. Наполеон Бонапарт відрядив екседиційний корпус на острів в намірі підкорити рабів і відновити рабство в одній з найбагатших колоній Франції в Новому світі. Війська генерала Леклерка, однак, були вщент розгромлені рабами, і на острові була проголошена незалежність і заснована Республіка Гаїті. Однак, поступово французам вдалося відновити контроль над східною частиною острова, яка була передана під контроль Іспанії у 1809 р. Іспанці відновили рабство, і це викликало побоювання, що воно буде поширене і на франкомовну частину острова. Це призвело до вторгнення гаїтянської армії і захоплення східної частини острова. Протягом 22 років східні регіони острова знаходилися під окупацією Гаїті.
Окупація іспаномовної частини острова гаїтянцями викликало значне невдоволення серед населення східної частини острова, і наприкінці 1830-х років тут виник підпільний рух опору — Тринітарія під проводом Хуана Пабло Дуарте. Повстанці здійснили численні напади на гаїтянську армію і примусили Гаїті залишити східну частину острова. Внаслідок цього, східні дві третини острова проголосили 27 лютого 1844 р. незалежність і заснували Домініканську республіку.

### XIX століття
Після здобуття незалежності протягом наступних 25 років настав період нестабільності, коли армії генералів Педро Сантана та Бунавентури Баеса вели збройну боротьбу за контроль над урядом країни. Для здобуття переваги над супротивником обидві сили шукали зовнішньої підтримки. У 1861 р. Педро Сантана запросив іспанців повернутися на острів, що перетворило країну знову в колонію Іспанії. Однак колоніальна влада не зарадила тяжкому економічному становищу в колонії ,і сили повстанців швидко відновили республіканський лад в країні. Також у 1871 р. була зроблена спроба приєднатися до Сполучених Штатів. Хоча Президент США Грант і підтримував цю пропозицію, Конгрес США відхилив її.
У 1882 р. до влади прийшов генерал Улісес Еро, який встановив корумпований і жорстокий режим в країні. Розлад сягнув такої міри, що призвело до девальвації валюти та економічної кризи. У 1899 р. Еро був вбитий змовниками, але це не припинило хаос у країні — численні політичні рухи вели збройну боротьбу один з одним в намаганні отримати владу.

### XX століття
З початком XX століття відродилася цукрова промисловість і багато американських інвесторів прибули в країну для налагодження ділових стосунків. У 1916 р. коли знову спалахнув безлад і протиборство політичних рухів, США втрутилися у внутрішні справи республіки під приводом захисту від Німеччини, з якою США перебували в стані війни під час Першої світової війни. Окупація Домініканської республіки тривала 8 років. Американці перебрали повний контроль над країною — розпустили збройні сили, встановили маріонетковий режим. Також були введені нові митні та податкові правила, які надавали більше прав американським інвесторам, які дедалі активніше інвестували в домініканську економіку. Попри це, американська окупація принесла період стабільності і економічного зросту, почала відбудовуватися інфраструктура республіки і поповнилася державна казна.

### Встановлення диктатури
Під час американської окупації почалося відновлення домініканської армії. Поступово центр влади в країні почав переміщуватися від цивільних до військових. Зокрема, командувач збройними силами країни Рафаель Леонідас Трухільйо накопичив в результаті корупційної діяльності неабиякі кошти і мав значний вплив на цивільну адміністрацію. Після закінчення американської окупації і вільних виборів Трухільйо, проте, все ще здійснював значний вплив на діяльність уряду, а у 1930 р. остаточно перебрав владу в країні.
Використовуючи армію, Трухільйо встановив репресивну диктатуру з мережею шпигунів і інформаторів, які переслідували кожен прояв незгоди з диктатором. Його влада в країні була настільки повною, що він навіть перейменував столицю країни Санто-Домінго у Місто Трухільйо. Диктатура військових користувалася підтримкою США, завдяки сприятливим умовам для американського бізнесу, які Трухільйо встановив у країні. Підтримка США диктатури тривала доки Трухільйо був непримиреним борцем з комунізмом, але коли він почав націоналізувати американські підприємства, зокрема цукрову галузь — відношення до нього змінилося. Диктатор почав бути незручним для США також завдяки його відвертого расизму, коли домініканська армія брала участь в масових вбивствах темношкірих гаїтянців на кордоні з Гаїті. Попри це, диктатура Трухильо тривала 30 років і на кінець його правління спромоглася налаштувати проти себе більшість сусідів Домініканської Республіки. 30 травня 1961 р. в результаті змови Трухільйо був вбитий. Дата його загибелі відмічається в Домініканській Республіці, як державне свято.

## Адміністративний устрій
31 провінцій (provincias, в однині — provincia) та 1 область.

## Державний устрій
Тип державного устрою — представницька демократія. Голова правління — президент Леоне Фернандез, прем'єр-міністр Рафаель Албуркерк де Кастро (з 16 серпня 2004). Кабінет міністрів обирається президентом, президент та прем'єр-міністр обираються загальним голосуванням кожні 4 роки.
Двопалатний Національний Конгрес (Congreso Nacional) включає в себе Сенат (Senado) — 32 місця, члени обираються кожні 4 роки загальним голосуванням — і Палата Депутатів (Camara de Diputados) — 150 місця, члени обираються кожні 4 роки загальним голосуванням).
Верховний суд (Corte Suprema) призначається Державною юридичною радою. Юридична система базується на Французькому цивільному кодексі, який зазнає модифікації з 2004 року.
Діє Конституція від 28 листопада 1966; модифікована 25 липня 2002.

## Міжнародні відносини
Країна має зовнішні зв'язки з більшістю держав світу. 

### Відносини з Україною
Дипломатичні стосунки з Україною встановлені 21 вересня 2000 р.

## Туризм
Домініканська Республіка особливо приваблива для активного заняття дайвінгом. Для дайверів є кілька місць в районі островів Каталіна і Саона. Дайвери відвідують Padre Nuestro — протяжну систему підводних печер з мальовничими сталактитами. Серед туристів також популярний комплекс водоспадів на околиці міста Харабакоа. Поруч розташований заповідник Армандо-Бермудес. У 2011 країну відвідали 4,3 мільйона туристів, в основному з країн Латинської Америки і США.

## Етнічні групи країни
Мішані 70,4 %, афро-домініканці 15,8 %, білі 13,5 %, інші — 0,3 % (2014, оцінка).

## Релігії країни
Католики 95 %, інші 5 %

## Краєвиди

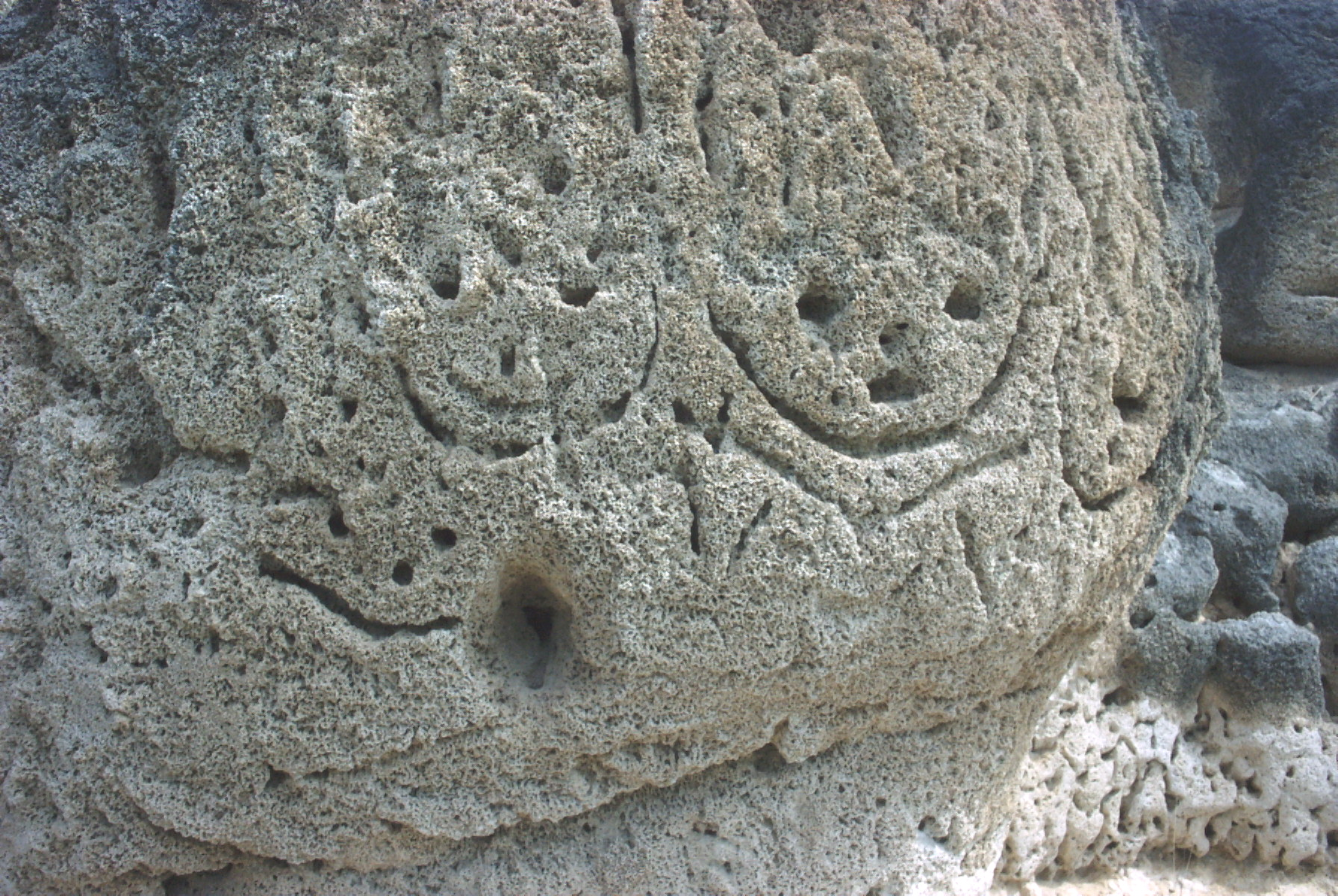
Петрогліфи в «Las Caritas»
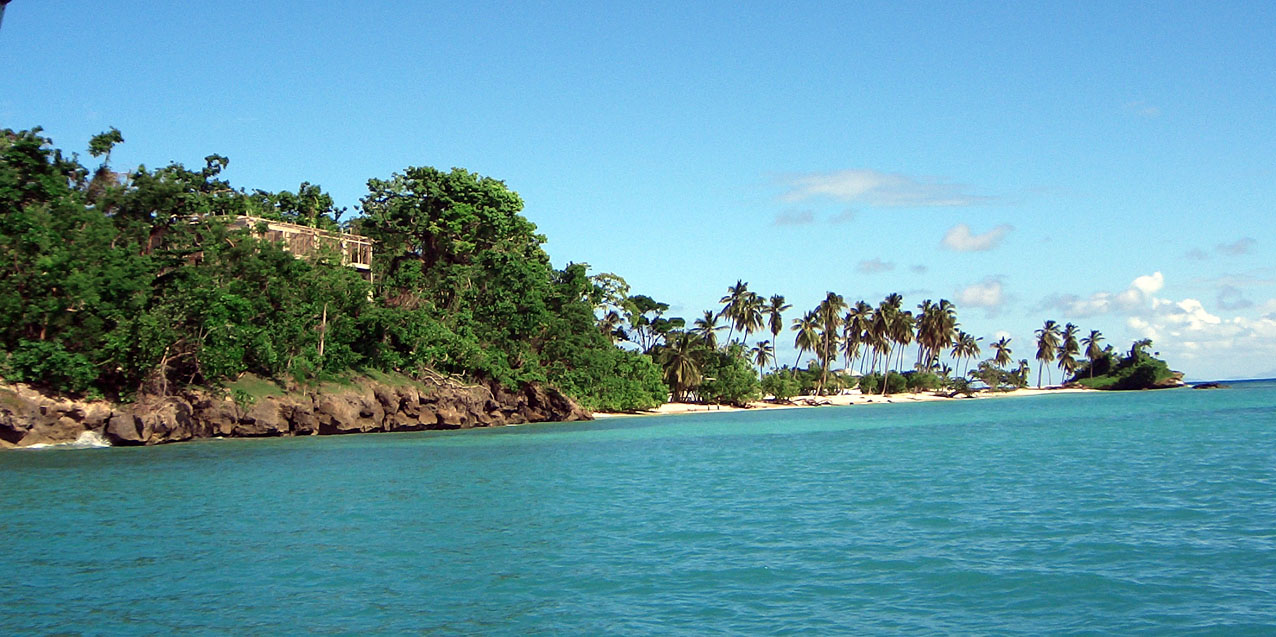
Риф Левантадо в затоці Самана
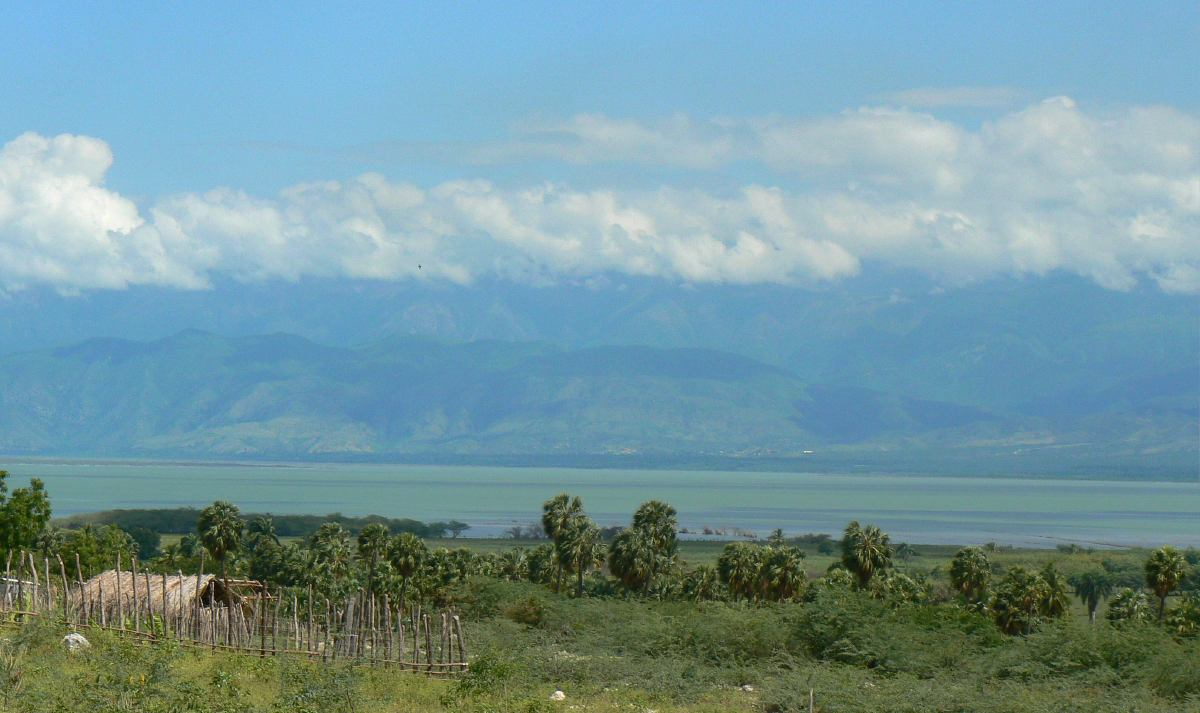
Південний берег озера Енрикільйо
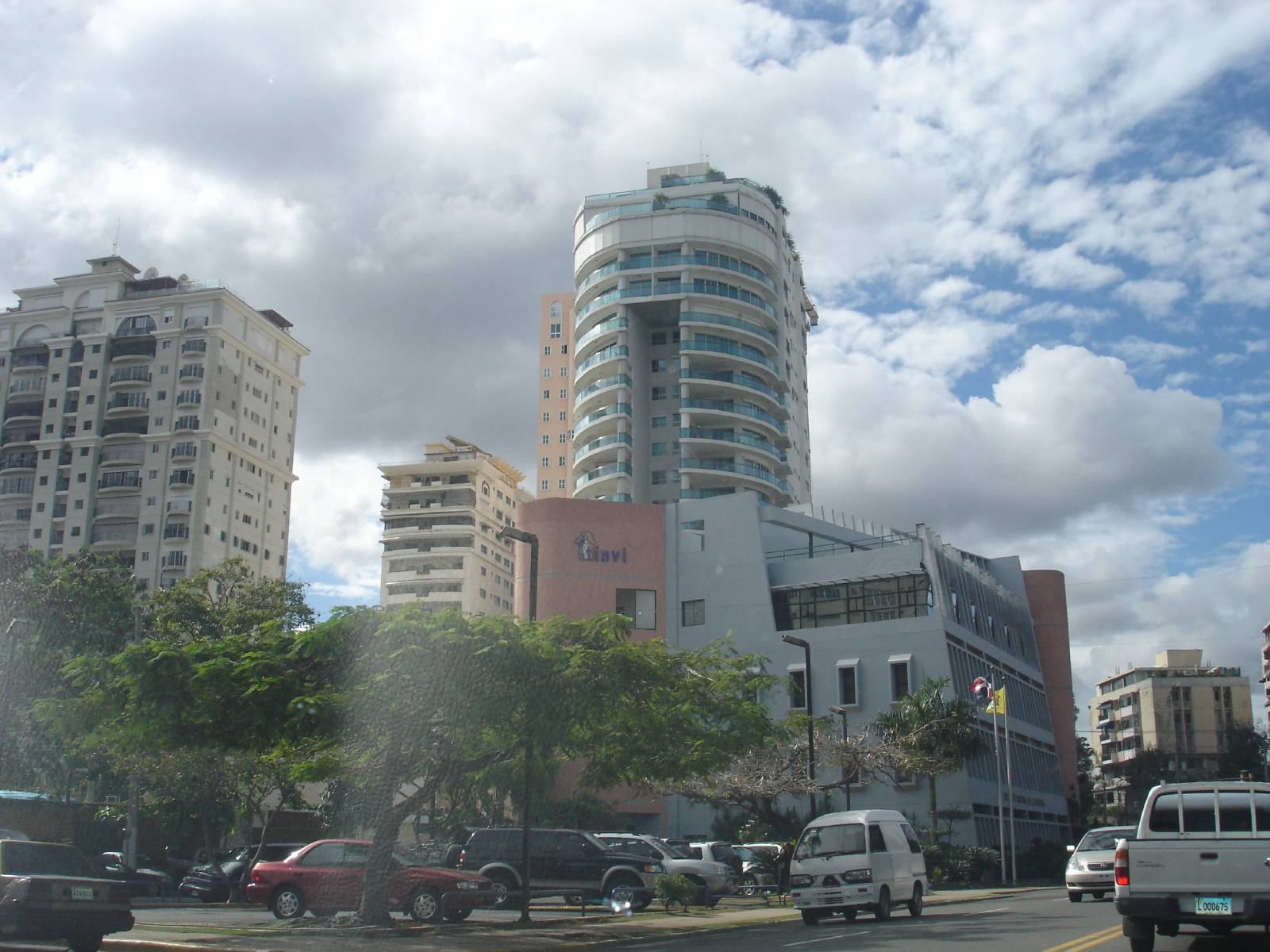
Ла-Есперилля, Санто-Домінго